# Allium meteoricum
Allium meteoricum là một loài thực vật có hoa trong họ Amaryllidaceae. Loài này được Heldr. & Hausskn. mô tả khoa học đầu tiên năm 1904.